# Socha svaté Anny (Sobotka)
Socha svaté Anny, pocházející podle vročení na soklu sochy z roku 1746, se nalézá v Černínské ulici na nároží domu čp. 75 v městečku Sobotka v okrese Jičín. Socha je od roku 1990 chráněna jako kulturní památka ČR.

## Popis
Barokní pískovcová socha svaté Anny se nachází na soklu vztyčeném na třech pískovcových stupních. Na soklu je umístěn pískovcový pilíř o výšce 2 m z přední strany v horní části zakončený dvěma volutami. Pilíř je zakončen několikrát odstupňovanou jednoduše profilovanou římsou. Na římse stojí na nízkém soklíku socha svaté Anny. Postava světice je esovitě prohnutá, oděná v bohatě zřasenou draperii. Hlavu světice zobrazené jako stařeny pokrývá rouška. K pravému boku svaté Anny se vine postava malé prostovlasé Panny Marie hledící se zakloněnou hlavou do tváře svaté Anny.

## Galerie

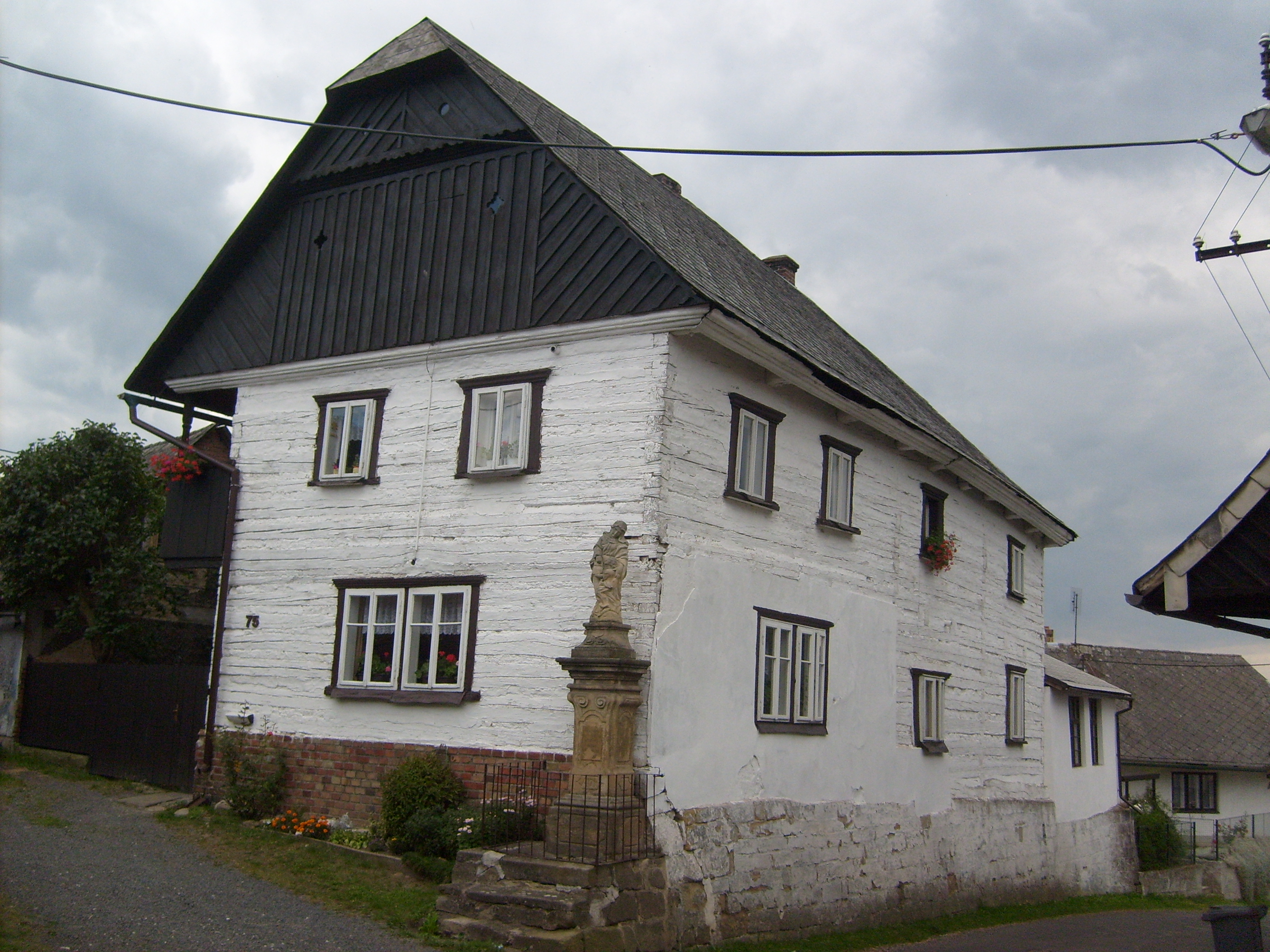
Socha svaté Anny na nároží domu čp. 75 v Sobotce
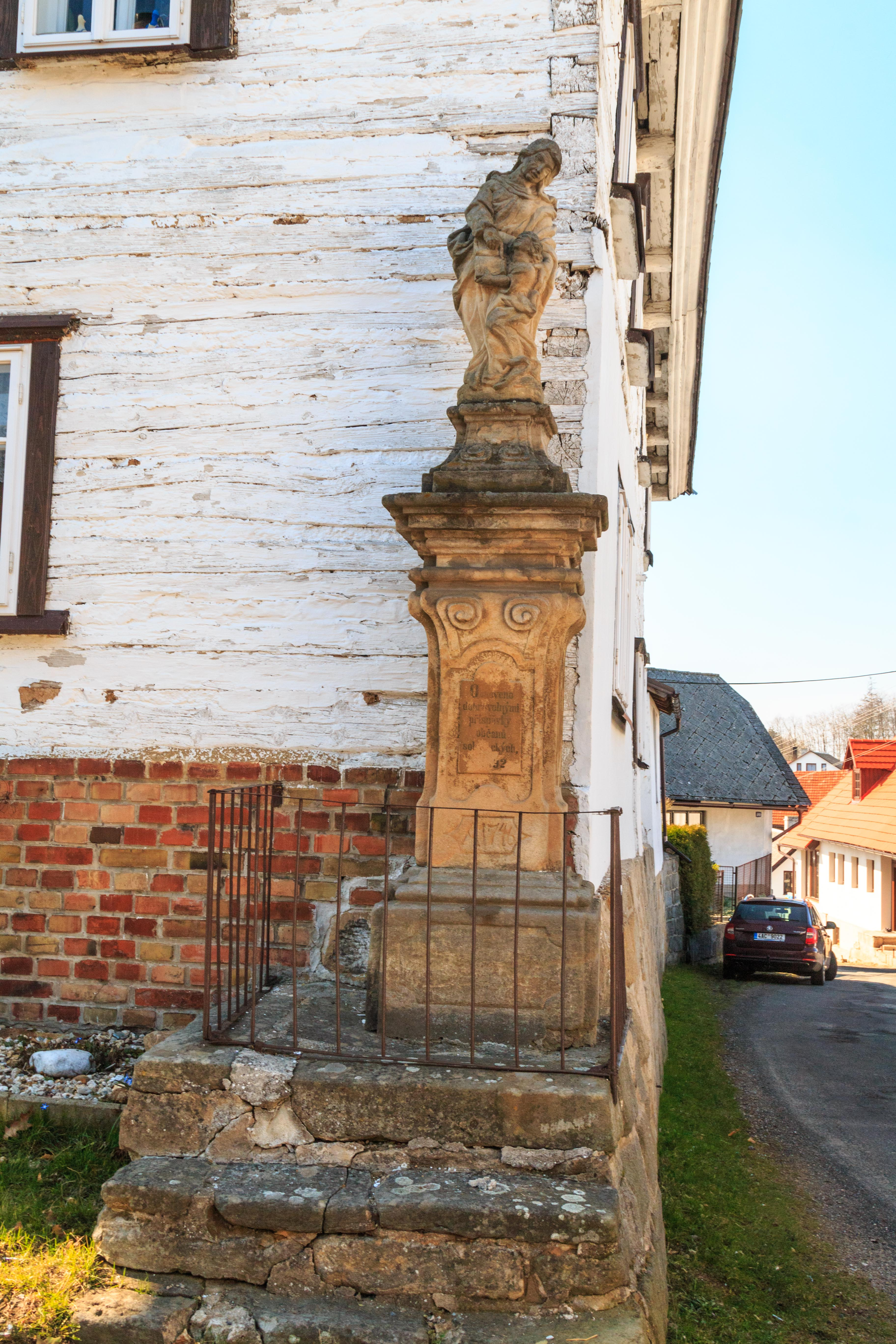
Socha svaté Anny na nároží domu čp. 75 v Sobotce